# Xà niên
Xà Niên hay Xà Niêng là một sinh vật thần thoại được lưu truyền là sống ẩn nấp trong những cánh rừng, có thân hình đầy lông lá giống khỉ, đi bằng hai chân và khá nhút nhát bởi người dân ở các tỉnh Tây Nguyên, Trung Bộ và Đông Nam Bộ.
Không giống như Bigfoot ở Bắc Mỹ hay Người Rừng ở Bắc Trung Bộ, thường Xà Niên được kể là người đi lạc trong rừng lâu ngày nên biến thành vượn. Nhưng nhiều người chỉ cho đó là một loài linh trưởng mà thôi.
Xà niên được đề cập đến trong các truyện của Vũ Hạnh, Sơn Nam và Bảo Ninh.

## Huyền thoại ở Núi Cấm
Các nhà nghiên cứu cho rằng câu chuyện về Xà Niêng chỉ là huyền thoại, để giải thích những chuyện bí ẩn. Có người cho rằng đó là loài Đười ươi từng có ở núi Cấm. Tuy nhiên, ông Ba Lưới khẳng định Xà Niêng là loài có thật.
Ông Ba Lưới cũng không rõ vì sao lại gọi là Xà Niêng, nhưng từ xa xưa các đạo sĩ tu ẩn trong rừng Núi Cấm đã gọi như vậy. Xà Niêng là cách gọi Người Rừng, hay quái vật lông lá đi lại như người, nhưng sống lẩn trốn trong rừng, trong hang hốc như người tiền sử.
Theo ông Ba Lưới, Xà Niêng là loài vật hiền lành, thậm chí rất nhát. Xà Niêng thường sống ở nơi hẻo lánh và trốn tránh con người. Bản thân ông Ba Lưới cũng có vài lần tận thấy xà niêng, nhưng đã cách đây hơn 60 năm. Ông chỉ được thấy Xà Niêng từ khoảng cách xa, chứ chưa giáp mặt nó.
Theo đạo sĩ Ba Lưới, Xà Niêng không phải là một giống loài riêng, mà nó vốn là con người. Những con người này bị lạc trong rừng từ bé, được thú rừng nuôi dưỡng lớn lên. Sống cảnh rừng rú, hang động, ăn tươi nuốt sống lâu ngày, nên người mọc đầy lông lá. Không nói chuyện, giao tiếp, nên lưỡi cứng lại, không nói được tiếng người, chỉ có thể hú như vượn.